# Кляйн, Георг (писатель)
Георг Кляйн (нем. Georg Klein; p. 29 марта 1953, Аугсбург) — немецкий писатель. Живёт в Бунде.

## Жизнь и литературная деятельность
Изучал германистику, историю и социологию в университетах Аугсбурга и Мюнхена. Затем работал писателем-призраком и учителем языка. В 1998 году был издан его дебютный роман Libidissi (Либидисси). Отрывок из книги Barbar Rosa (Барбар Роза) был награждён премией Ингеборга Бахмана в 2000 году. Его Roman unserer Kindheit (Роман нашего детства) был удостоен премии Лейпцигской книжной ярмарки в 2010 году.
Георг Кляйн является членом ПЕН-клуба Германии.